# Aston Martin Valkyrie
Aston Martin Valkyrie är en supersportbil som den brittiska biltillverkaren Aston Martin utvecklar tillsammans med formel 1-stallet Red Bull Racing. Första leverans till kund är planerad till 2021 och priset beräknas bli mellan 2,5 och 3 miljoner brittiska pund.

## Tekniska data
| Tekniska data               | Aston Martin Valkyrie                                                 |
| --------------------------- | --------------------------------------------------------------------- |
| Motor:                      | Mittmonterad 12-cylindrig V-motor                                     |
| Cylindervolym:              | 6,5 l                                                                 |
| Max effekt:                 | 1146 hk                                                               |
| Max vridmoment vid varvtal: |                                                                       |
| Ventilstyrning:             | Dubbla överliggande kamaxlar per cylinderrad, 4 ventiler per cylinder |
| Hybridsystem:               | Kinetic Energy Recovery System                                        |
| Växellåda:                  | 7-växlad halvautomat                                                  |
| Hjulupphängning:            | Dubbla tvärlänkar, horisontellt liggande skruvfjädrar och stötdämpare |
| Bromsar:                    |                                                                       |
| Chassi & kaross:            | Kolfibermonocoque med hjälpram bak                                    |
| Hjulbas:                    |                                                                       |
| Däck:                       | Fram: 265/35 ZR20, bak: 325/30 ZR21                                   |
| Torrvikt:                   | 1030 kg                                                               |
| Acceleration 0 – 100 km/h:  |                                                                       |
| Toppfart:                   |                                                                       |

## Valkyrie AMR Pro

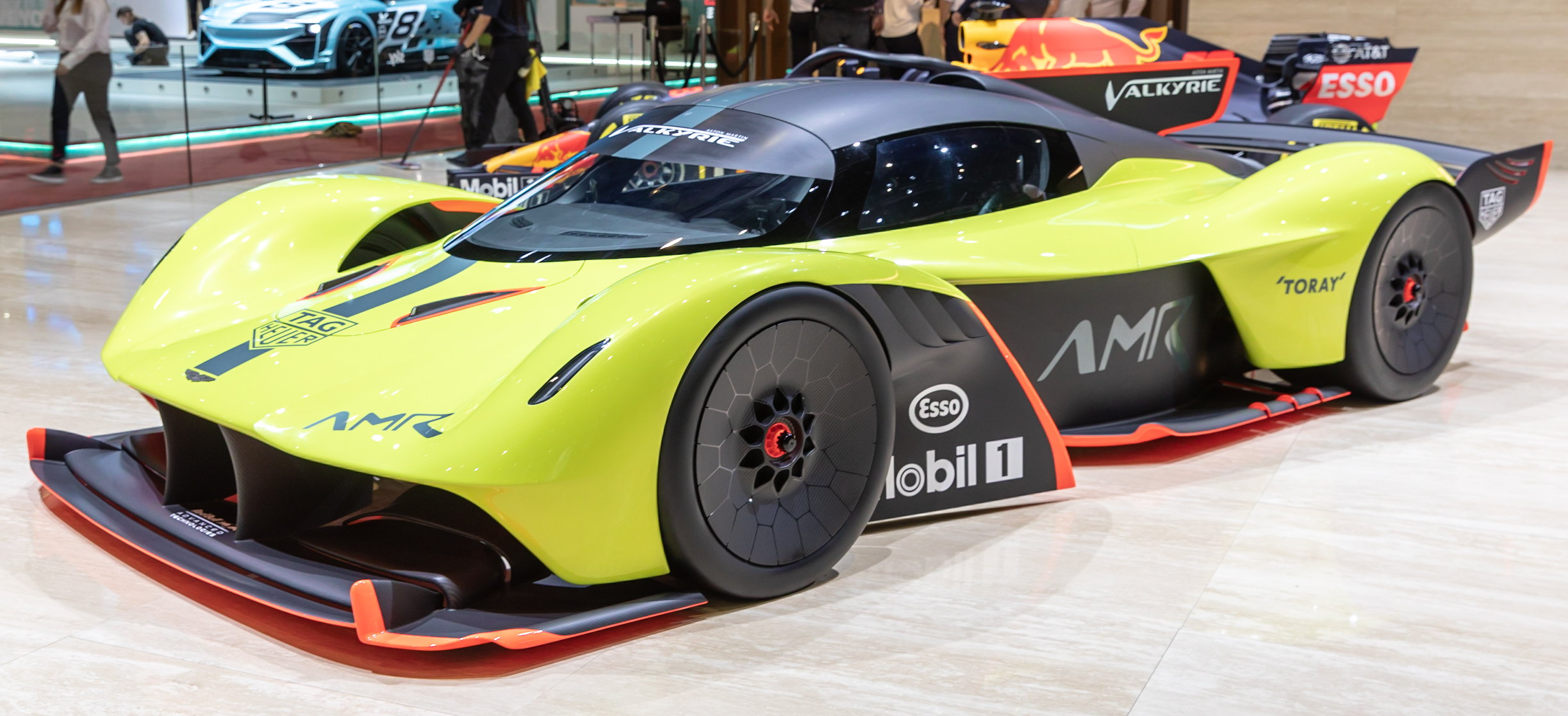
Tävlingsversionen av Valkyrie, AMR Pro Concept.

På Internationella bilsalongen i Genève 2018 visade Aston Martin en banversion kallad AMR Pro, enbart avsedd för körning på racerbana. För att spara vikt har drivlinans hybridsystem tagits bort och kolfiber har använts till många detaljer. Aston Martin tillverkade 25 exemplar med leverans från hösten 2021.
I oktober 2023 meddelade Aston Martin att man kommer att tävla med bilen enligt Le Mans Hypercar-reglementet från 2025. Man avser att delta i både FIA World Endurance Championship och IMSA Sportscar Championship.

## Bilder

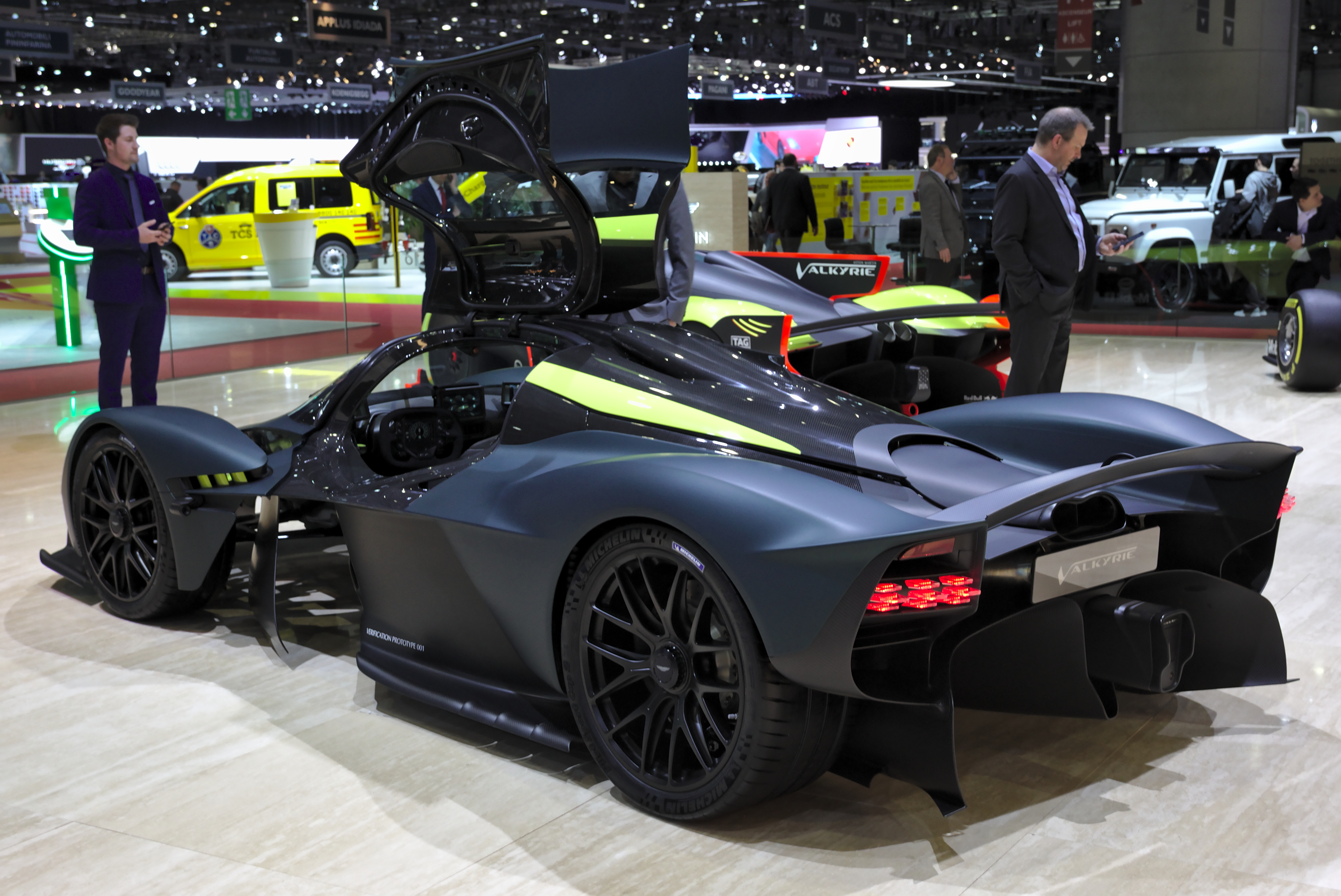
Valkyrie bakifrån
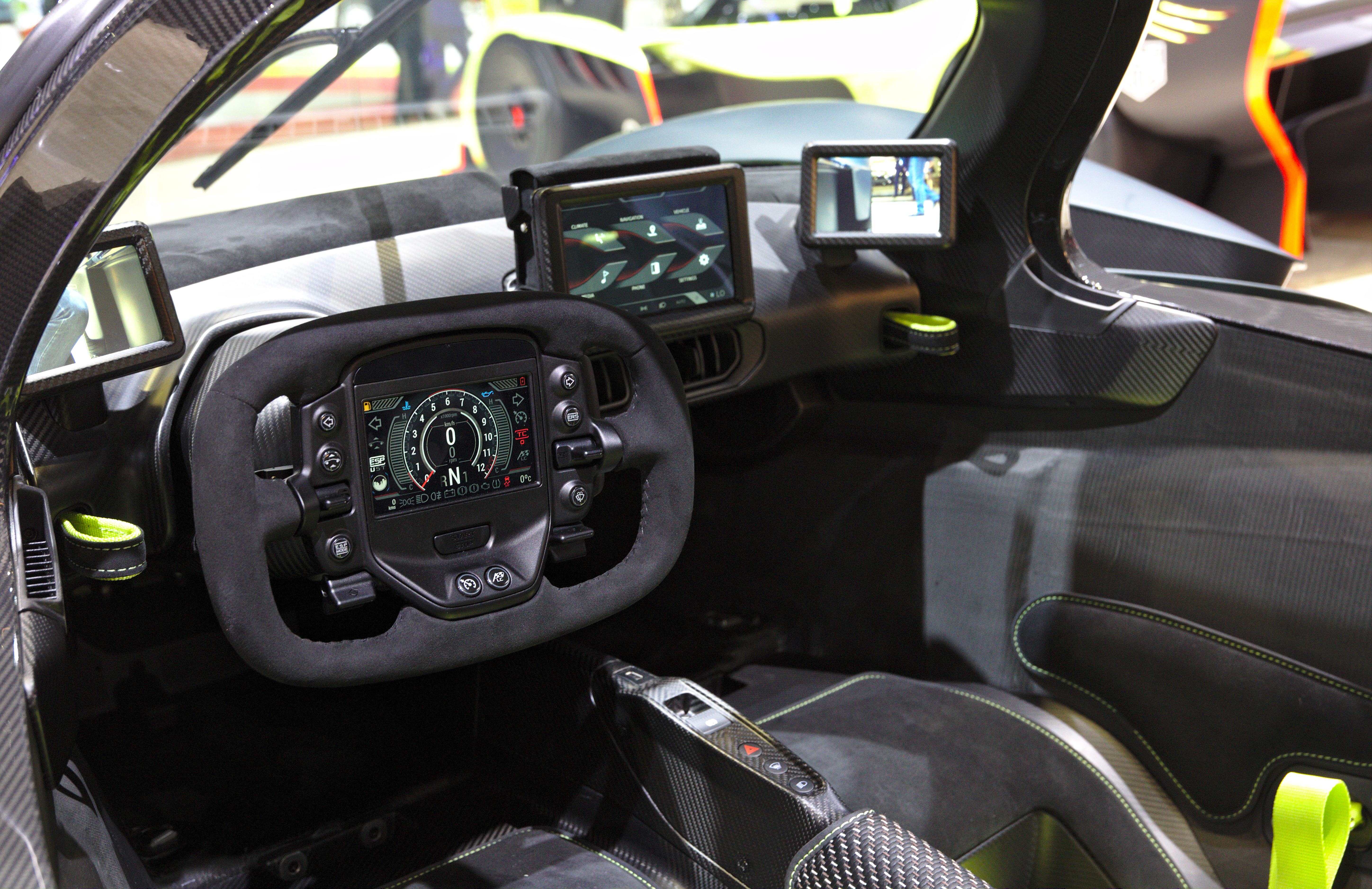
Valkyrie interiör
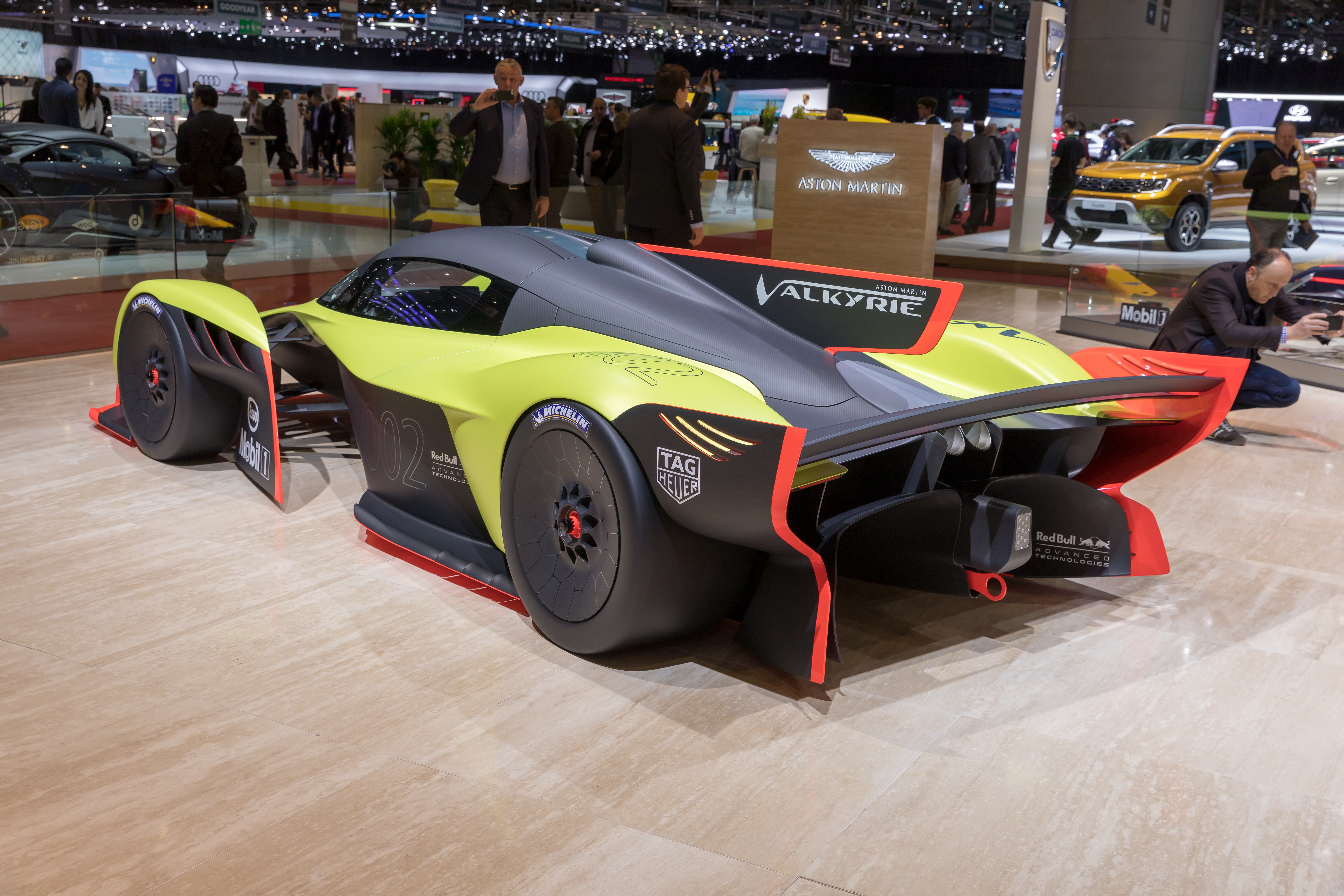
AMR Pro Concept